# 中華民国とガーナの関係
中華民国とガーナの関係（ちゅうかみんこくとガーナのかんけい）では、中華民国とガーナ共和国間の関係について述べる。両国は正式な外交関係を持っておらず、現在、お互いの首都に連絡事務所のような事実上の大使館も置かれていないが、ガーナに関する事項はナイジェリア連邦共和国にある台北貿易事務所との台北駐在員事務所で行われる。

## 政治

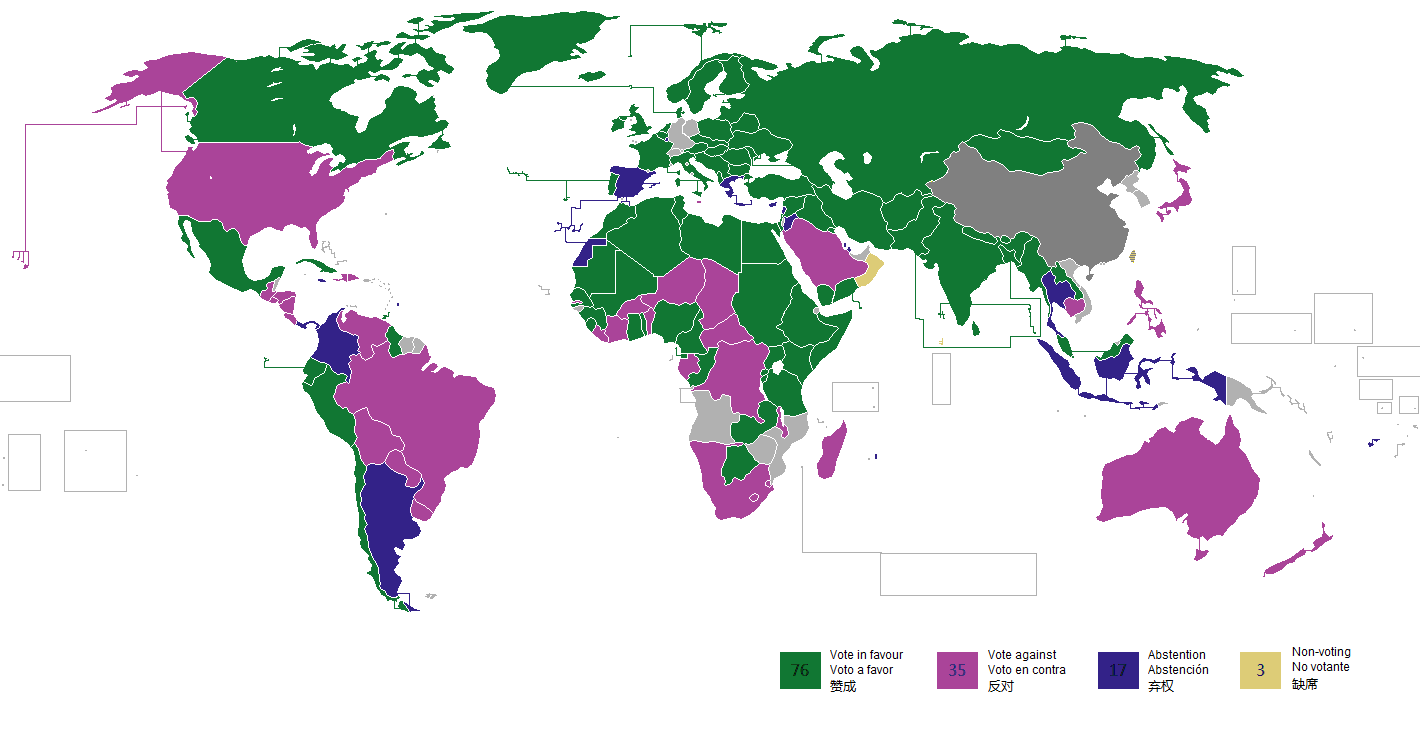
緑の国々は、1971年のアルバニア決議において、中華人民共和国が国連に参加することを支持した国。ガーナは支持を表明。

中華民国のパスポートを所持している中華民国の市民のビザ要件の分布図。到着時のビザでガーナに入国できる。

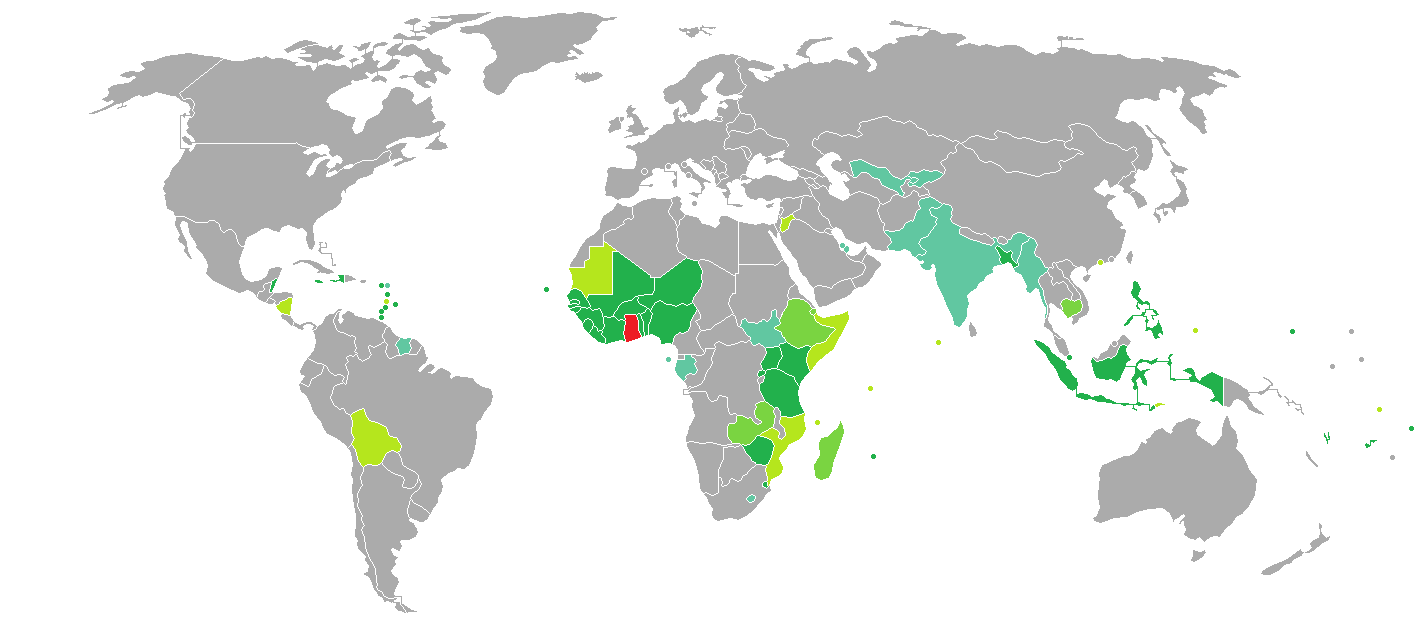
ビザの必要条件の分布図。ガーナのパスポートを持つガーナ市民はビザを取得し中華民国を入国する必要がある。

### ビザ
両国の市民は、他の国に入る前にビザを申請する必要がある。中華民国のパスポートを持つ市民は、現地の関係者、または旅行会社に到着時に国の入国管理局長にビザを申請するか、台湾商工会議所に依頼し到着時にビザを申請するよう依頼できる。なお、ガーナ国内では黄熱病が流行しているため、入国時に黄熱病予防接種証明書（黄熱病）を提示する必要がある。
ガーナのパスポートを持つ市民は中華民国の査証政策によって国際会議、スポーツイベント、展示会に出席するため台湾に入国できる。しかし、期間は30日間までで、延長することはできない。

#### 関連する注意
COVID-19の感染状況を考慮して、中華民国外務省の外国旅行警報分類は、ガーナを警報として分類している。該当国への旅行は控え、できるだけ早く出国することを勧めている（2020年3月21日発行）。健康福祉省の国際観光エピデミック推奨レベルは、国と地域を第3レベルの警告として分類している。

## 経済

### 貿易
2013年に、国際貿易局経済部（国際貿易局）は「販売の最も可能性を秘めている22カ国」で26都市を選択し、このうち3つので新興市場をアフリカに割り当て、ガーナもその中の一つとなった。
2020年、ガーナは中華民国の89番目に大きい貿易相手国。輸入では83番目、輸出では93番目。ガーナへの輸出額は30,184,592米ドルで、年間15.188 %増加。ガーナからの輸入額は4,914万米ドルで、年間3,398.677 %増加。

## 合意
| 日時          | 署名 | 備考     |
| ------------- | --- | -------- |
| 1968年5月24日 | 「中華民国とガーナ共和国間の技術協力協定」 | [ 注 1 ] |
| 1990年7月2日  | 「国際速達郵便協定。中華民国の台湾郵便局の間とガーナ郵便（英語: Ghana Post）の設立。 |          |
| 2017年12月7日 | 「マネーロンダリング、テロリストおよび関連犯罪への資金提供に関する中華民国法務部調査局マネーロンダリング管理局およびガーナ共和国金融情報センター金融情報（英語: Financial intelligence）」 | [ 注 2 ] |

## 交通機関

### 航空

#### 旅客輸送
両国間の直行便はなく、乗り継ぎが必要である。
- 台北→ドバイ、イスタンブール、ロンドン、パリ、ミラノ（台北は2020年2月18日に開始）、アムステルダム、ニューヨーク、そしてガーナのコトカ国際空港に到着する。[2]